# 울주 천황산 요지
울주 천황산 요지(蔚州 天皇山 窯址)는 대한민국 울산광역시 울주군 상북면 이천리에 있는, 조선 중기에 백자를 굽던 가마터이다. 1964년 6월 19일 대한민국의 사적 제129호 천황산요지군으로 지정되었다가, 2011년 7월 28일 울주 천황산 요지로 명칭이 변경되었다.

## 개요
요지는 도자기나 기와·그릇을 만들어 굽던 가마터를 말한다.
천황산의 봉우리 중 평평한 고원지대에 위치하는 백자 가마터로 5∼6기가 있다. 높이1,100m가 넘는 험준한 산의 꼭대기부분에 있어, 우리나라에 존재하는 가마터 중 가장 높은 곳에 있는 것으로 여겨진다.
발견되는 백자조각들은 대접·사발·바래기·접시·술잔조각 등이 대부분이며, 접시 중에는 아가리가 안으로 말리거나 밖으로 말려있는 것도 있다. 품질이 좋은 편이 아닌 중·하품의 백자를 굽던 곳으로, 순백자 뿐 아니라 검은 빛깔로 그림이 그려진 철화무늬 백자조각들도 발견된다. 철화무늬는 소박하고 화려하지 않은 풀무늬 또는 원 모양과 원점 모양의 무늬가 그려져 있다.
경상도 해안 가까운 지역에서 드물게 발견되는 조선 중기의 지방 철화백자 가마터로 의의가 있다.

## 특징
이 일대는 해발 1100m가 넘는 천황산 동남쪽 고원지대인데, 이처럼 높은 곳에 가마터가 위치할 수 있었던 것은 도자기의 원료인 백토와 연료로 쓰일 수 있는 수목이 울창한 곳이기 때문으로 풀이된다.
출토된 백자조각은 주로 일상생활에서 쓰이는 그릇이나 제기류가 대부분이며, 품질은 좋지 않다.

## 참고 자료
- 울주 천황산 요지 - 국가유산청 국가유산포털